# Prix Goncourt des lycéens
Il prix Goncourt des lycéens è un premio letterario francese creato nel 1988 dalla Fnac in collaborazione con il rettorato di Rennes e con il benestare dell'Académie Goncourt. Viene assegnato all'inizio di novembre, lo stesso giorno del Premio Goncourt, da una giuria di circa 1500 liceali appartenenti a 50 licei di tutta la Francia che hanno dibattuto ed eletto in classe il loro romanzo preferito. La lista dei libri candidati viene formata sulla base della prima selezione resa pubblica dall'Académie Goncourt (essa può non essere riprodotta nella sua totalità).

## Vincitori del Prix Goncourt des lycéens

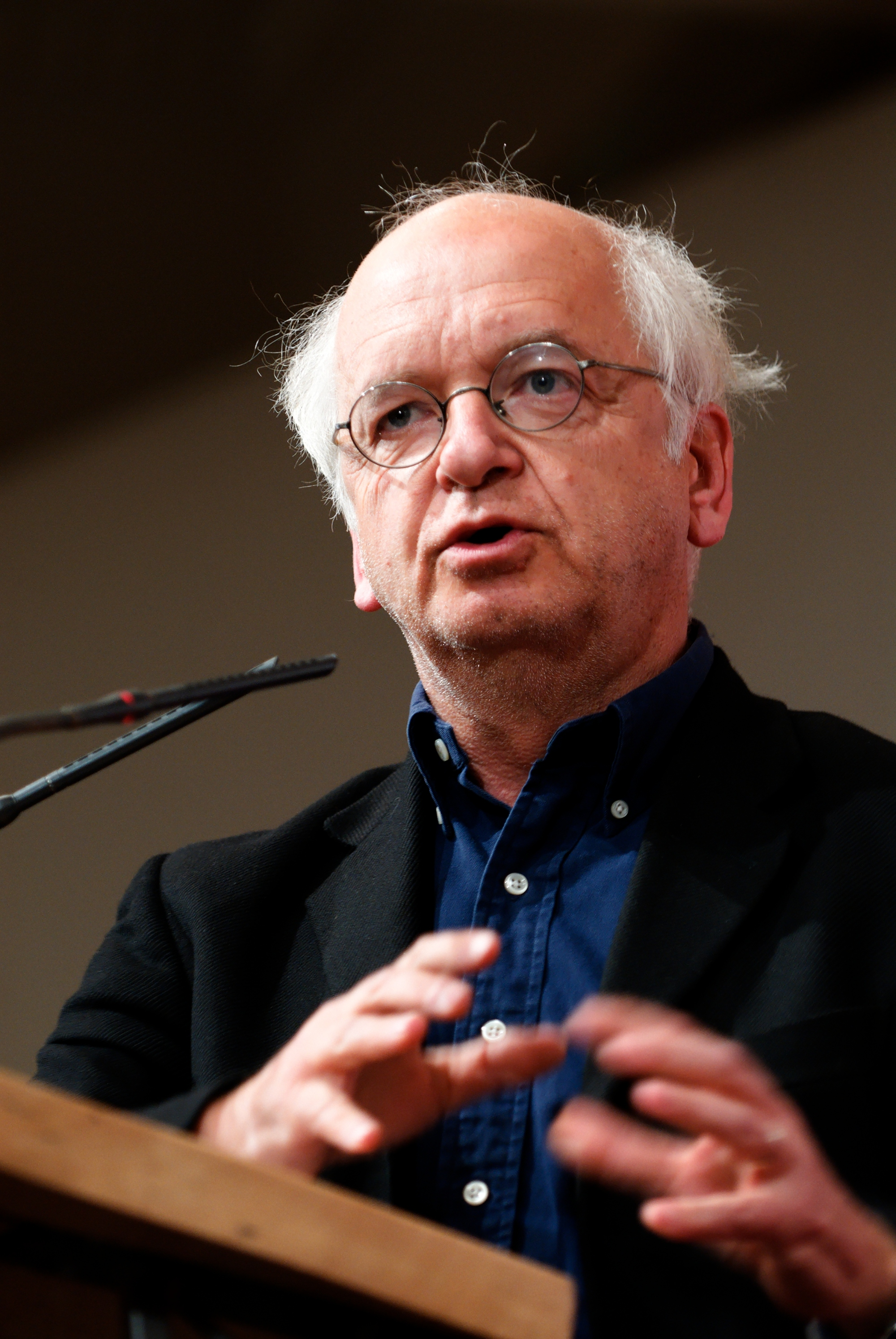
Érik Orsenna premiato nel 1988 per L'Exposition coloniale
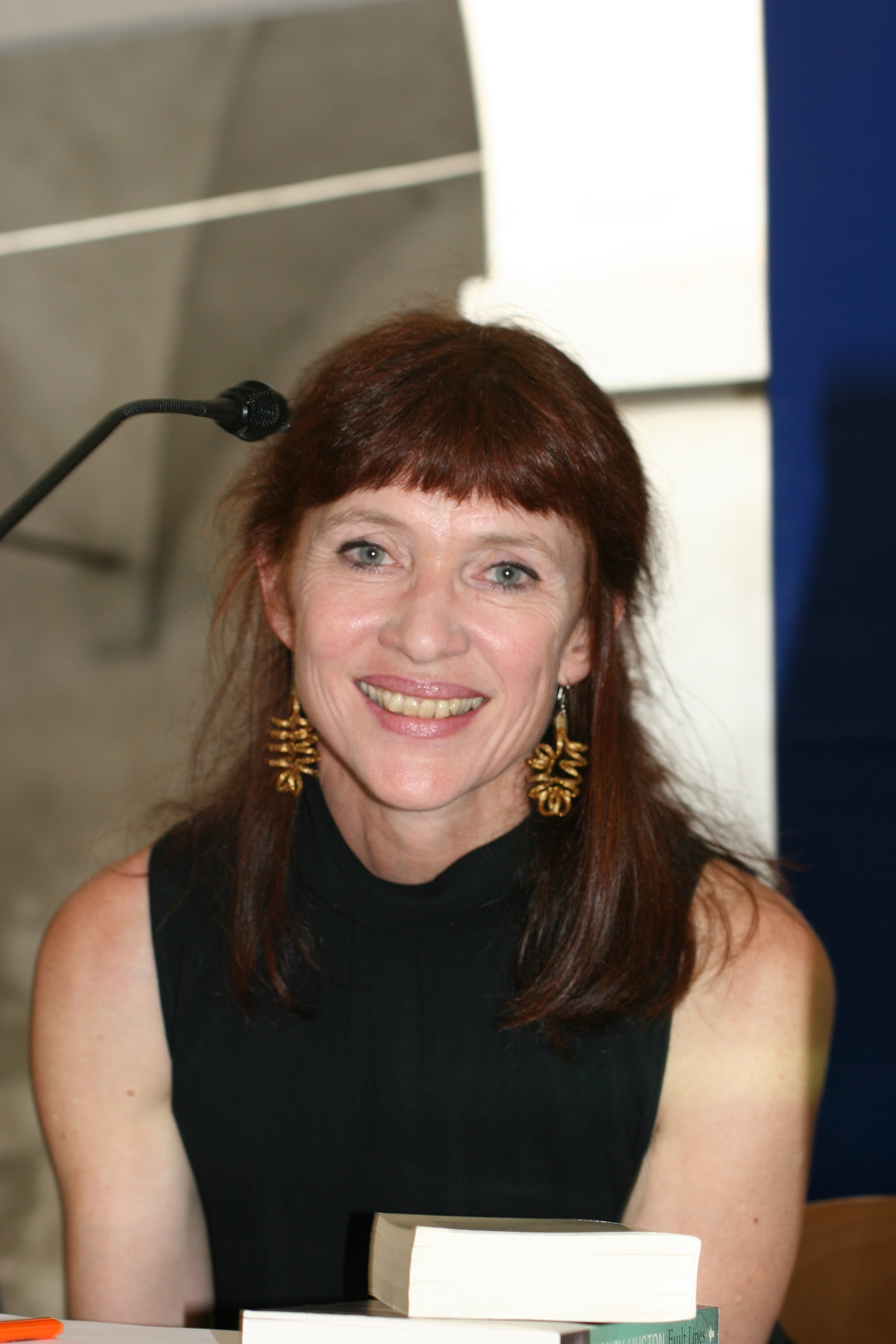
Nancy Huston premiata nel 1996 per Instruments des ténèbres
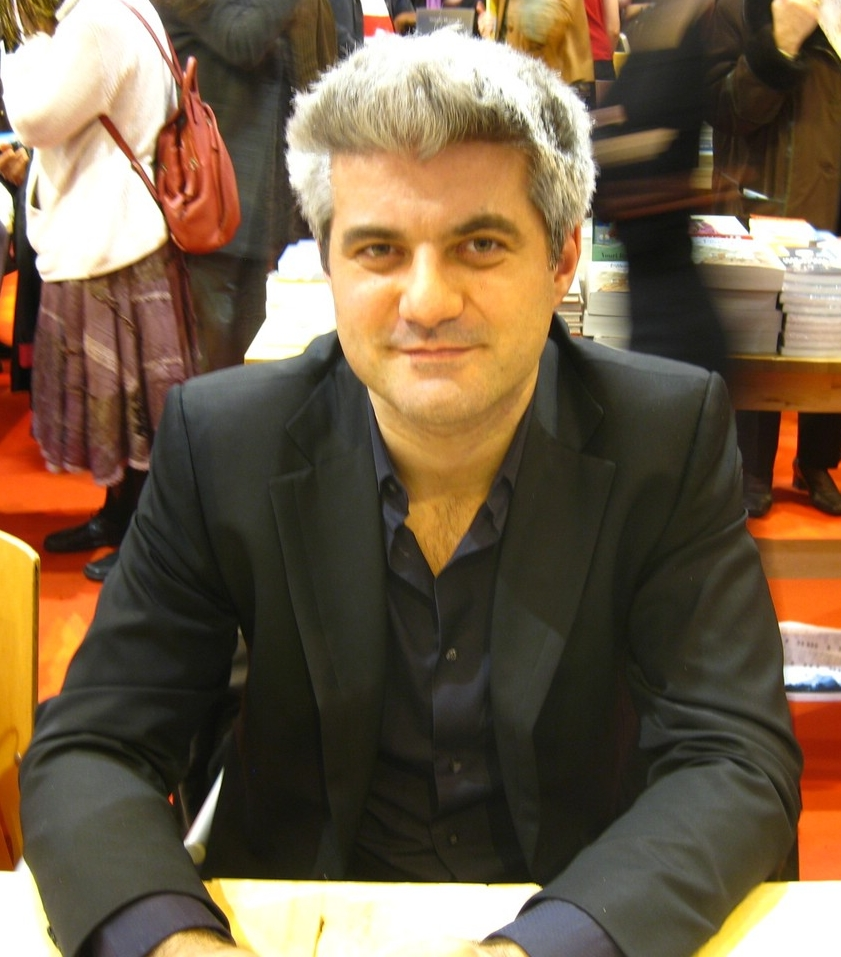
Laurent Gaudé premiato nel 2002 per La Mort du roi Tsongor
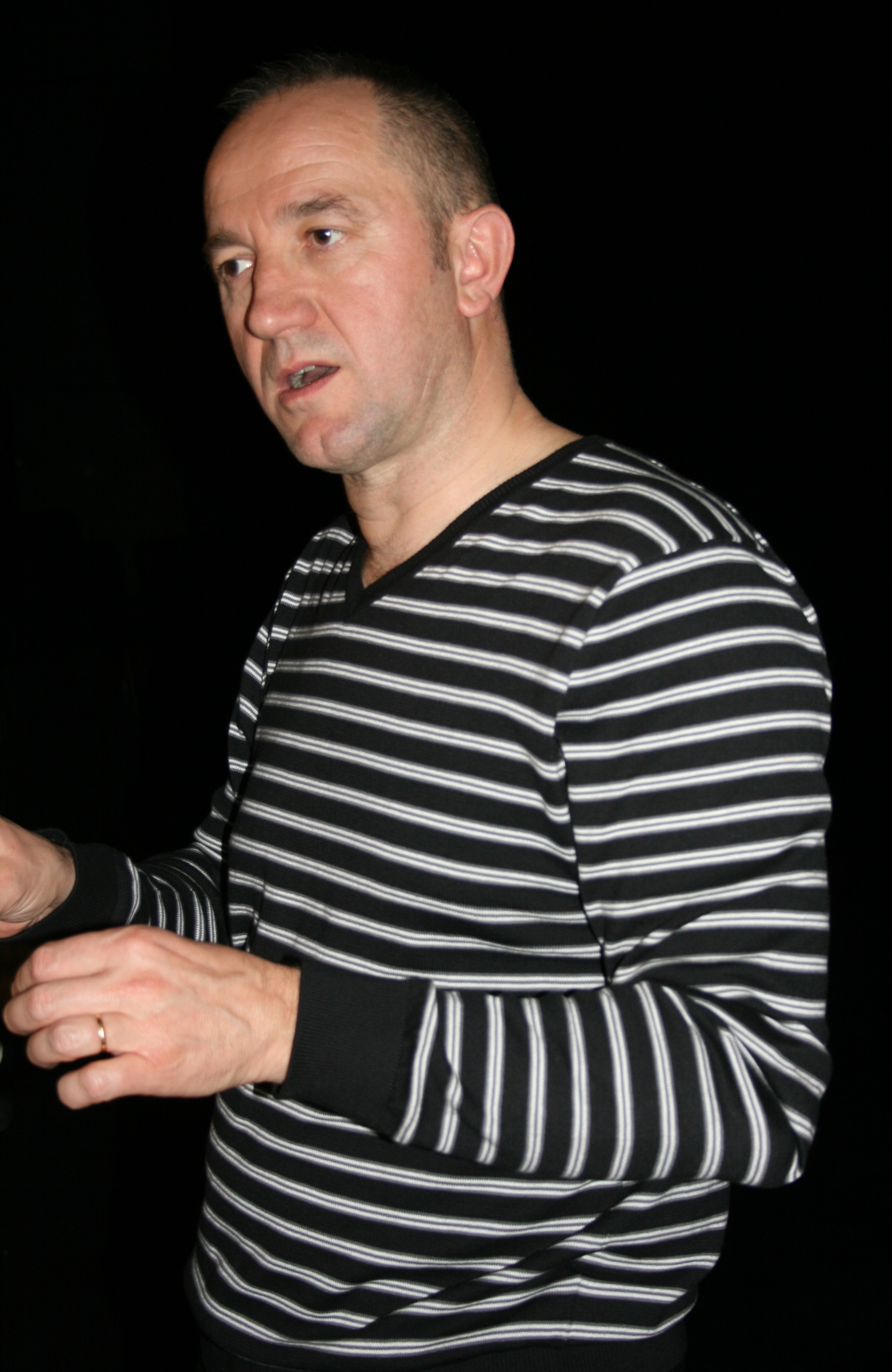
Philippe Claudel premiato nel 2007 per Le Rapport de Brodeck

- 1988: Érik Orsenna - L'esposizione coloniale (L'Exposition coloniale)
- 1989: Jean Vautrin - Un gran passo verso il buon Dio (Un Grand pas vers le bon dieu)
- 1990: Françoise Lefèvre - Il piccolo principe cannibale (Le Petit prince cannibale)
- 1991: Pierre Combescot - Les Filles du calvaire
- 1992: Eduardo Manet - L'Île du lézard vert
- 1993: Anne Wiazemsky - Canines
- 1994: Claude Pujade-Renaud - Belle-mère
- 1995: Andreï Makine - Il testamento francese (Le Testament français)
- 1996: Nancy Huston - Instruments des ténèbres
- 1997: Jean-Pierre Milovanoff - Le Maître des paons
- 1998: Luc Lang - Milleseicento ventri (Mille six cents ventres)
- 1999: Jean-Marie Laclavetine - In prima linea (Première ligne)
- 2000: Ahmadou Kourouma - Allah non è mica obbligato (Allah n'est pas obligé)
- 2001: Shan Sa - La giocatrice di Go (La Joueuse de go)
- 2002: Laurent Gaudé - La morte di re Tsongor (La Mort du roi Tsongor)
- 2003: Yann Apperry - Farrago
- 2004: Philippe Grimbert - Un segreto (Un secret)
- 2005: Sylvie Germain - Magnus (Magnus)
- 2006: Léonora Miano - I contorni dell'alba (Contours du jour qui vient)
- 2007: Philippe Claudel - Il rapporto (Le Rapport de Brodeck)
- 2008: Catherine Cusset - Ai miei non piaci molto, lo sai (Un brillant avenir)
- 2009: Jean-Michel Guenassia - Il club degli incorreggibili ottimisti (Le Club des incorrigibles optimistes)
- 2010: Mathias Énard - Parlami di battaglie, di re e di elefanti (Parle-leur de batailles, de rois et d'élephants)
- 2011: Carole Martinez - La vergine dei sussurri (Du domaine des murmures)
- 2012: Joël Dicker - La verità sul caso Harry Quebert (La vérité sur l'affaire Harry Quebert)
- 2013: Sorj Chalandon - La quarta parete (Le Quatrième Mur)
- 2014: David Foenkinos - Charlotte (Charlotte)
- 2015: Delphine de Vigan - Da una storia vera (D'après une histoire vraie)
- 2016: Gaël Faye - Piccolo paese (Petit Pays)
- 2017: Alice Zeniter - L'arte di perdere (L'Art de perdre)
- 2018: David Diop - Fratelli d'anima (Frère d'âme)
- 2019: Karine Tuil - Le cose umane (Les Choses humaines)
- 2020: Djaïli Amadou Amal - Les Impatientes[1]
- 2021: Clara Dupont-Monod - S’adapter[2]
- 2022: Sabyl Ghoussoub - Beyrouth-sur-Seine[3]
- 2023: Neige Sinno - Triste Tigre[4]
- 2024: Sandrine Collette - Madelaine avant l’aube[5]